# Paweł Gołda
Paweł Gołda (ur. 1970) – polski hokeista.

## Kariera
- Górnik / GKS / KKH Katowice
- STS Sanok (1992-1993)
- KKH Katowice (lata 90.)
- Polonia Bytom (2001-2002)
- Naprzód Janów (2002-2003)
- GKS Katowice (2003-2004)

Był zawodnikiem GKS Katowice. Występował premierowym sezonie drużyny STS Sanok w I lidze 1992/1993 (jego partnerem w obronie był wówczas Walerij Usolcew). Później występował także w Polonii Bytom (2000-2001, 2001-2002) i w Naprzodzie Janów.

## Sukcesy
Klubowe
- Brązowy medal mistrzostw Polski: 1994, 1995, 1997, 1998 z Katowicami